# 季風亞洲
季風亞洲（Monsoon Asia）是受季風影響的亞洲地區。其界線西起塔爾沙漠東緣，向東經喜瑪拉雅山脈、青藏高原東緣、大興安嶺一線。此線以東的地區在夏天受海洋暖濕空氣影響，獲得降水。冬季受蒙古高氣壓影響變得乾燥。這是也解釋了為什麼在同緯度的中東地區、非洲和中美洲一片荒蕪，但東亞地區卻草木繁茂。季風亞洲鮮有冬季強降水紀錄，如2004年十二月台灣豪雨、2013年十二月海南島暴雨等。由于季风不稳定，季風的時間與含水多寡對本地區的農業生產至關重要。由于季风具有雨热同期的特点，该地区水热条件配合良好，因此水稻可在该地区大面积种植，且种植北界接近黑龙江，是世界上水稻可种植纬度最高的地区。